# حصار رنثنبور (1568)
حصار رنثنبور، في 8 فبراير 1568، قاد جلال الدين أكبر جيشًا ضخما لمغول الهند يتكون من أكثر من 50000 رجل لحصار حصن رنثنبور. أصبح جلال الدين أكثر جرأة بعد انتصاراته في معركة تھانيسر وحصار شيتور وبقى فقط حصن رنثنبور لم يتم غزوه. يعتقد جلال الدين أن حصن رنثنبور كان يمثل تهديدًا كبيرًا لسلطنة مغول الهند لأنه يضم راجبوت الهادا العظماء الذين اعتبروا أنفسهم أعداءًا محلفين لسلطنة مغول الهند.
كان جلال الدين قد حاصر حصن رنثنبور لأول مرة في عام 1558، ولكنه قرر بدلاً من ذلك الاستيلاء على قواليور، وراجبوتانا الشمالية وجونبور.

## خلفية
بعد انتصارات مغول الهند الناجحة حول راجبوتانا وسقوط أكثر أعداء جلال الدين قوة خلال حصار شيتور، قرر جلال الدين الاستيلاء على قلعة رنثنبور، التي كانت تعتبر أقوى حصن في راجبوتانا والتي يُعتقد على نطاق واسع أنها منيعة.
كانت الراجبوت في حصن رنثنبور تحت قيادة راي سورجان هادا، من عشيرة الهادا في بوندي. كانت رنثنبور عاصمة ولاية بوندي. أصيب راو سورجان سينغ بالإحباط الشديد بسبب فوز جلال الدين خلال حصار تشيتور لكنه رفض الاستسلام في البداية.

## حصار

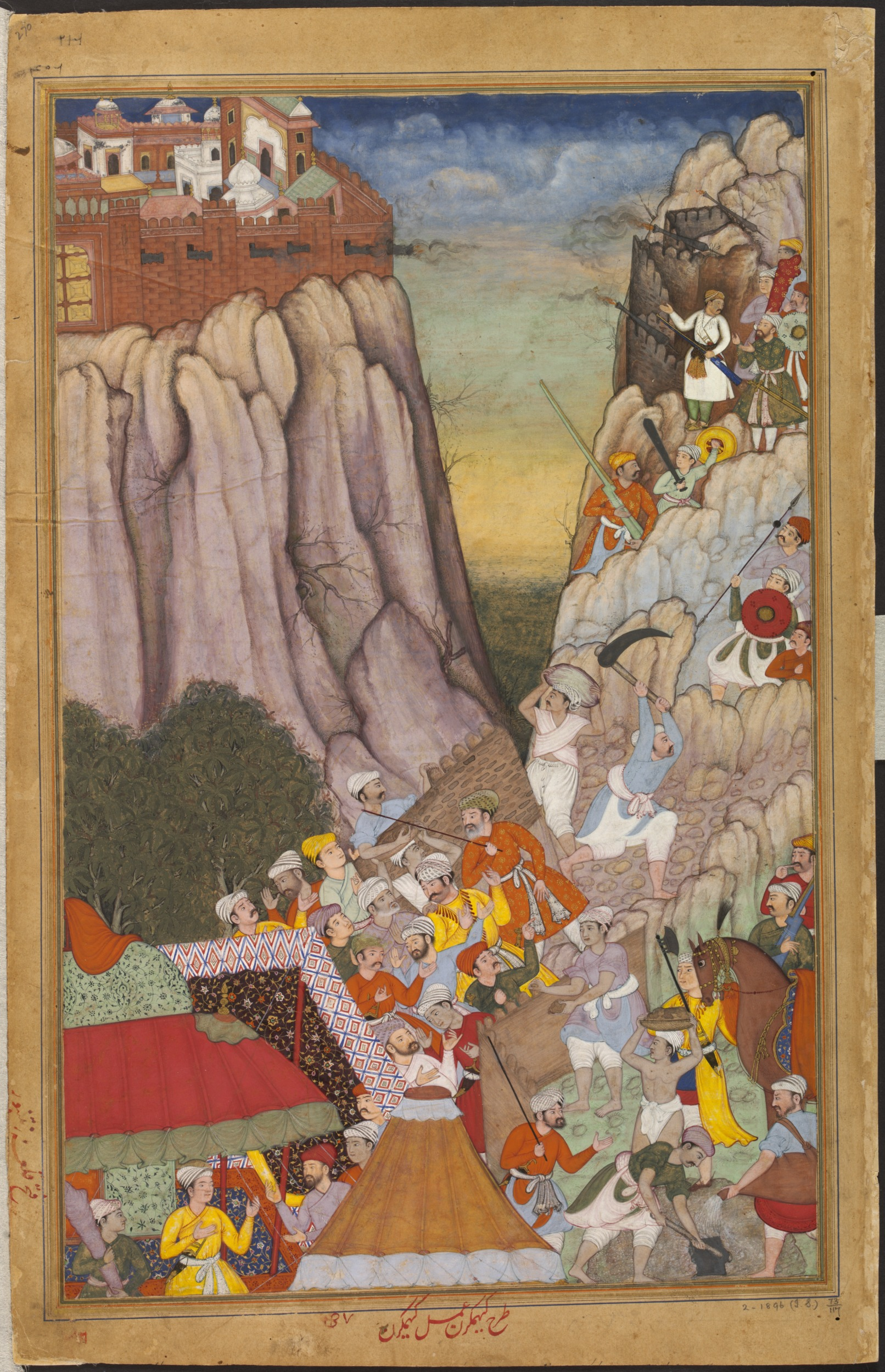
سلطان مغول الهند جلال الدين، يأمر قواته بإعداد معدات حصار ضد راو سورجان سينغ.

بدأ حصار رنثنبور في 8 فبراير 1568، وقوة من نخبة مغول الهند مكونة من 5000 استولت على محيط 8 أميال حول قلعة رنثنبور. ثم قاد جلال الدين جيشًا مكونًا من أكثر من 30,000 مغولي جمعوا معهم بعضًا من أكبر المدافع التي بنيت في سلطنة مغول الهند. تم توسيع صفوف جلال الدين إلى أكثر من 70000 في غضون أسابيع من الحصار.
أقام الخيمة الملكية الحمراء أمام التل الذي يؤدى إلى مدخل قلعة رنثنبور. ثم قام جلال الدين بتسليح معسكره بمدافع ضخمة ثلاثة منها أكثر من 15 قدم طويلة. ثم أمر جلال الدين رجاله بالقبض على ثلاث نتوءات صخرية قريبة، ثم وضع جلال الدين معدات مدفعية على تلك المواقع. من هذه المواقع الثلاثة قصف جلال الدين قلعة رنثنبور، التي كانت مقامة فوق منحدر صخري حاد.
مع استمرار الحصار، وضع جلال الدين مدافع أكبر وقذائف هاون عالية السرعة على المنطقتين الصخريتين اللتين تواجهان قلعة رنثنبور. كما أمر جلال الدين رجاله بالبدء في بناء سباط، أو طرق مغطاة، للسماح للجيش بالاقتراب من العدو. في غضون أسابيع، سمح السباط لرجال جلال الدين بالسيطرة على المناطق الواقعة أسفل المنحدر الحاد لقلعة رنثنبور. قام مغول الهند ببناء جدران مسبقة الصنع لحماية مكاسبهم حول الحصن ثم وضعوا مدافع طويلة ضيقة للغاية ذات ماسورة كانت حوالي 20-25  قدم في الطول. من المعروف أن المدافع الطويلة وبنادق القذائف صممها المخترع المرموق فتح الله شيرازي التي أستخدمت بفعالية خلال الحصار.
وكنتيجة لمثل هذا القصف الشديد، بدأت ألسنة اللهب تنطلق من المباني داخل جدران الحصن والسماء سوداء بالدخان، وحتى أفيال الحرب داخل الحصن أصبحت مارقة. خلال هذه المرحلة، جمع جلال الدين شخصياً الجنود بالقرب من أبواب الحصن وكان مستعدًا للمضي قدمًا في الحصن.
وأخيرا في 21 مارس 1568، افتتح راي سورجان سينغ بوابة حصن رنثنبور وسمح لجيش مغول الهند الدخول بعد أن جمع تماثيل الآلهة الهندوسية من المعابد ورحب شخصيا بجلال الدين في حصن رنثنبور. بعد ذلك، دعا جلال الدين راو سورجان سينغ إلى معسكره السلطاني وفي مساء ذلك اليوم بالذات، خضع راو سورجان سينغ (حاكم رنثنبور) إلى سلطان مغول الهند جلال الدين، بعد حملة قاسية ضارية ذات أهمية إستراتيجية هائلة لتوسيع سلطنة مغول الهند. من المعروف أن جلال الدين كان جالسًا على العرش تحت مظلة، عندما انحنى راو سورجان سينغ أمامه. لكن هذه اللوحة لم تكن موجودة حتى عصر أورانكزيب وفعل الركوع قدم أيضًا بعد هذه اللوحة فقط ولهذا السبب رفض أهالي مملكته قبولها واعتبروها بمثابة عرض للراجبوت بواسطة مغول الهند. تريب خبراء أيضا على ذلك.
تم تعيين مهتر خان من قبل جلال الدين ليكون قائد حامية مغول الهند في قلعة رنثنبور بعد إرسال راو سورجان سينغ إلى بوندي.

## بعد

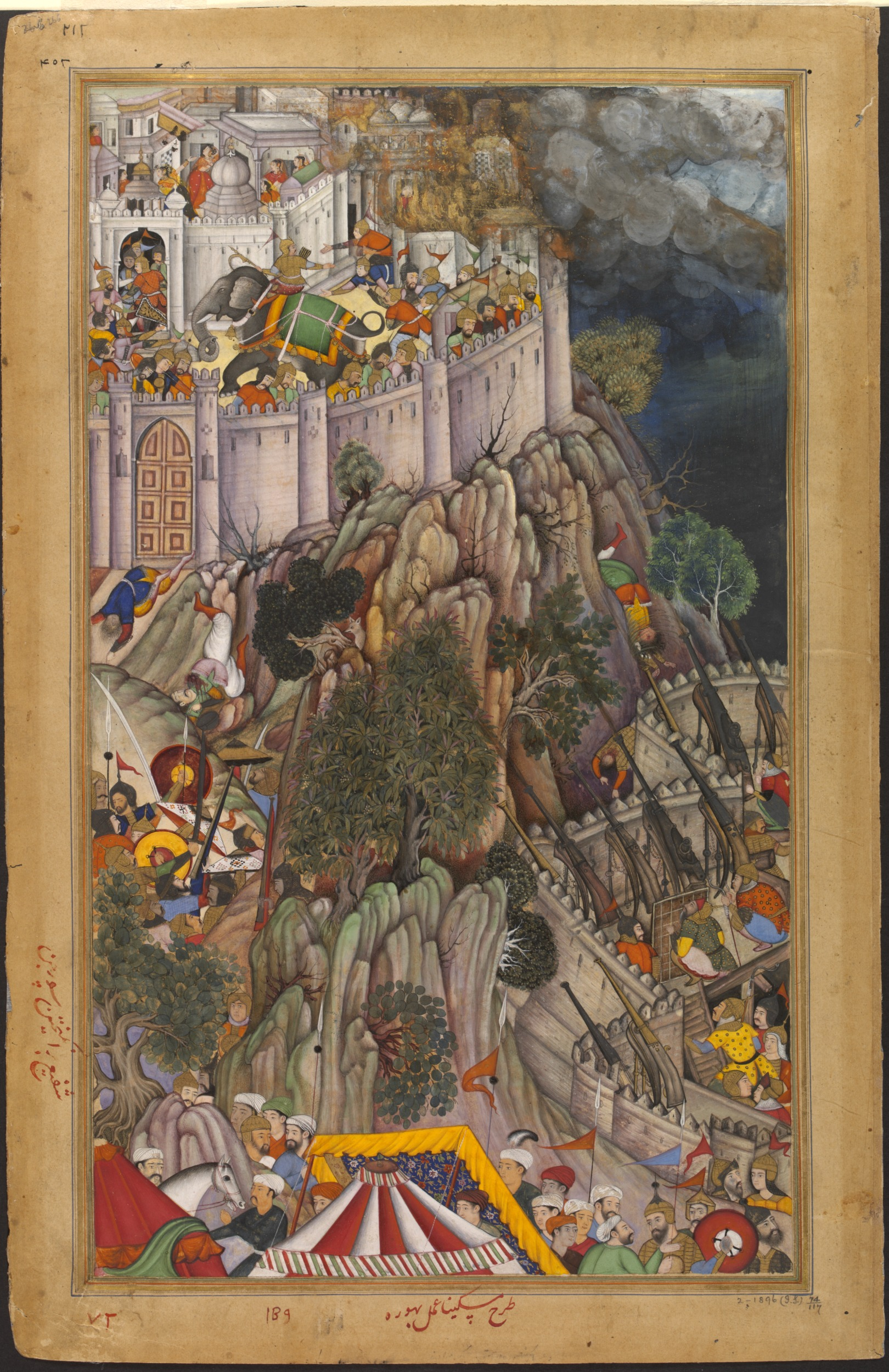
وضع سلطان مغول الهند جلال الدين مدافع طويلة ضيقة للغاية وذات براميل، محميّة بالسباط في قاعدة قلعة رانثامبور.

بعد محاصرته لأكثر من شهر، تنازل راي سورجان سينغ والراجبوت الهندوس في نهاية المطاف عن حصن رنثنبور، والذي كان يعتبر منيعًا.